# Tanjung Pandan
Tanjung Pandan är en ort i Indonesien.   Den ligger i provinsen Bangka-Belitung, i den västra delen av landet, 400 km norr om huvudstaden Jakarta. Tanjung Pandan ligger 8 meter över havet och antalet invånare är 62 374. Den ligger på ön Pulau Belitung.
Terrängen runt Tanjung Pandan är platt. Havet är nära Tanjung Pandan västerut. Runt Tanjung Pandan är det tätbefolkat, med 319 invånare per kvadratkilometer. Det finns inga andra samhällen i närheten. 